# Strofa Słowackiego
Strofa Słowackiego – strofa sześciowersowa składająca się z wersów jedenastozgłoskowych i pięciozgłoskowych w porządku 11(5+6)/11(5+6)/11(5+6)/5/11(5+6)/5, rymowana ababcc, będąca złożeniem schematu sekstyny 11(5+6)/11(5+6)/11(5+6)/11(5+6)/11(5+6)/11(5+6) i strofy safickiej 11(5+6)/11(5+6)/11(5+6)/5. Strofę zastosował Juliusz Słowacki w wierszu Hymn (Smutno mi, Boże):
Kazano w kraju niewinnej dziecinie
Modlić się za mnie co dzień; a ja przecie
Wiem, że mój okręt nie do kraju płynie,
Płynąc po świecie.
Więc, że modlitwa dziecka nic nie może,
Smutno mi, Boże!
Strofę Słowackiego wykorzystywała Maria Konopnicka:
Przeciw nadziei i przeciw pewności
Wystygłych duchów i śmierci wróżbitów
Wierzę w wskrzeszenie popiołów i kości,
W jutrznię błękitów...
I w gwiazdę ludów wierzę wśród zawiei,
Przeciw nadziei!